# Dobra kultury współczesnej we Wrocławiu
Dobra kultury współczesnej we Wrocławiu – obiekty uznane za dobra kultury współczesnej położone w granicach miasta Wrocławia. Obowiązek objęcia ochroną obiektów niebędących zabytkami, a będącymi uznanym dorobkiem współcześnie żyjących pokoleń o wysokiej wartości artystycznej lub historycznej wynika wprost z ustawy o planowaniu i zagospodarowaniu przestrzennym. Wypełniając ten obowiązek gmina Wrocław w swoich pracach planistycznych, w szczególności podczas opracowywania oraz uchwalania studium uwarunkowań i kierunków zagospodarowania przestrzennego zarówno z 2010 r. jak i z 2018 r., ale też innych, takich jak miejscowe plany zagospodarowania przestrzennego, wskazała takie obiekty oraz określiła obowiązek ich ochrony. Część z nich z czasem utraciło ten status zarówno z przyczyn negatywnych polegających np. na ich rozbiórce (obiekt przestał istnieć), jak i pozytywnych, tj. objęcia tych obiektów znacznie bardziej skuteczną ochroną już jako zabytków.

## Wprowadzenie
Zgodnie z ustawowym obowiązkiem nałożonym w Polsce na gminy w ustawie o planowaniu i zagospodarowaniu przestrzennym Gmina Wrocław podczas prac planistycznych po wejściu w życie przedmiotowej ustawy uwzględniała ochronę dóbr kultury współczesnej. Jednym z podstawowych dokumentów planistycznych dla gminy, choć nie stanowiącym aktu prawa miejscowego, jest studium uwarunkowań i kierunków zagospodarowania przestrzennego. Takich dokumentów na przestrzeni lat opracowano kilka. Ponadto dla różnych obszarów miasta uchwalano miejscowe plany zagospodarowania przestrzennego, w których również stosownie do wymogów wynikających z ustawy uwzględniano zapisy dotyczącego tego zagadnienia .

## Zmiany na liście wrocławskich dóbr kultury współczesnej
Należy także wskazać, że lista dóbr kultury współczesnej zmienia się w czasie. Zmiany te są wprowadzane podczas prac planistycznych, przykładowo przy uchwalaniu nowego studium uwarunkowań i kierunków zagospodarowania przestrzennego, jak i przy uchwalaniu kolejnych, nowych miejscowych planów zagospodarowania przestrzennego  . Zgodnie bowiem z zapisami w studium, dopuszcza się w tych planach wprowadzania tego typu ochrony także dla innych obiektów niż wymienionych w studium. Ponadto niestety część obiektów zostaje rozebrana i przestaje istnieć lub jest tak znacząco przekształcona, że traci pierwotne walory artystyczne lub historyczne predysponujące pierwotnie te obiektu do objęcia ich tego rodzaju ochroną. Z listy dóbr kultury współczesnej wykreślane są także te obiekty, które stają się zabytkami. W tej sytuacji bowiem zmienia się podstawa ich ochrony z ustawy o planowaniu i zagospodarowaniu przestrzennym na przepisy dotyczące ochrony zabytków. Definicja ustawowa dobra kultury współczesnej wynikająca z ustawy o planowaniu i zagospodarowaniu przestrzennym wyklucza możliwość ustanowienia jako dobro kultury współczesnej obiektu będącego zabytkiem  .
W zakresie uchwalanych studium, uwzględniano w nich kolejno następujące liczby dóbr kultury współczesnej we Wrocławiu:
- studium 2006 r.: 2 dobra[16]
- studium 2010 r.: 31 dóbr[17][18]
- studium 2018 r.: 39 dóbr[19].

Można także przytoczyć, że w publikacji urzędu miejskiego z 2017 r. zawarta jest informacja, iż w opracowywanym nowym studium planuje się uwzględnić 22 dobra kultury współczesnej, jednak ostatecznie lista ta została znacząco rozszerzona.

## Lista wrocławskich dóbr kultury współczesnej

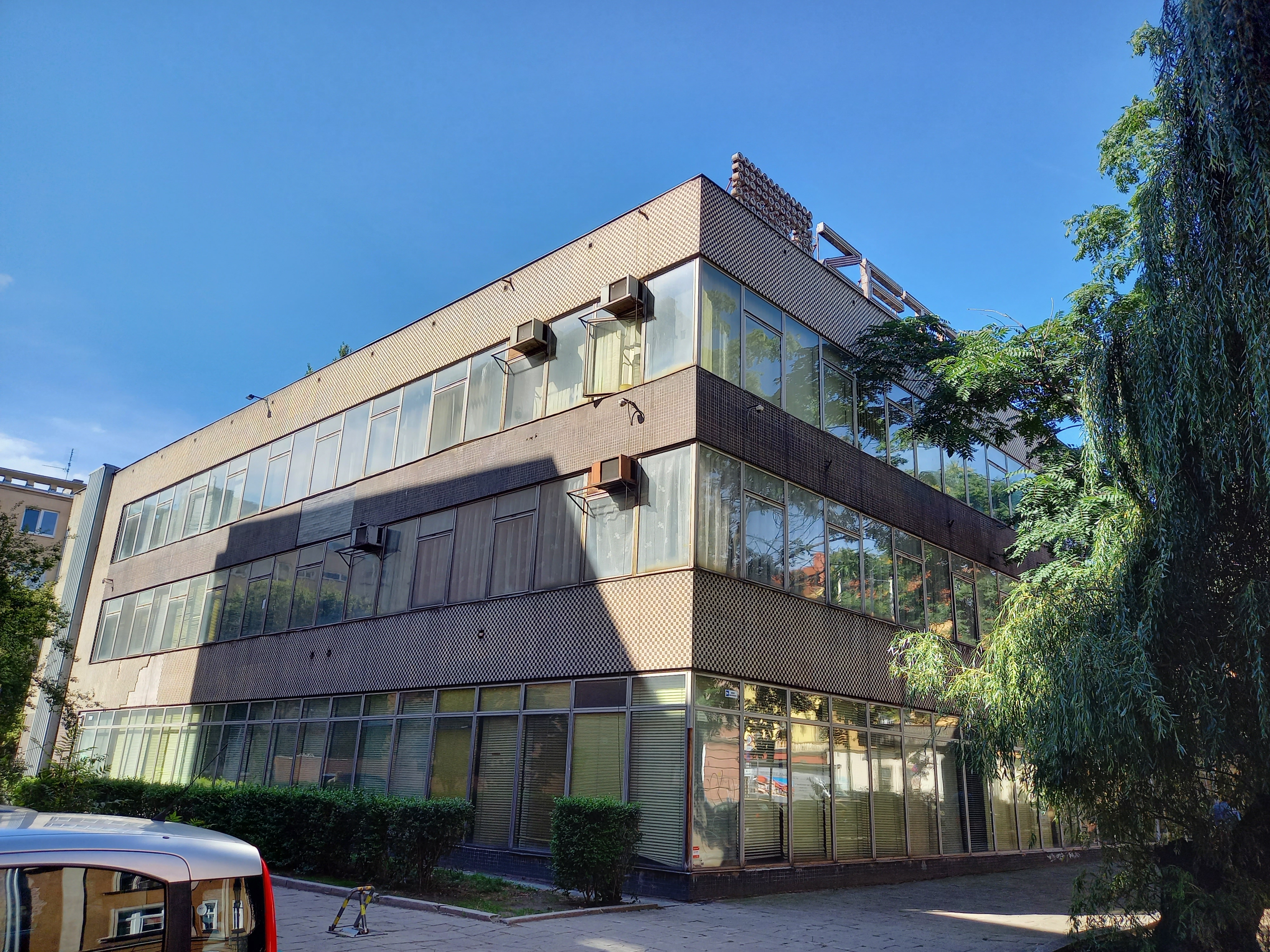
ZETO Wrocław

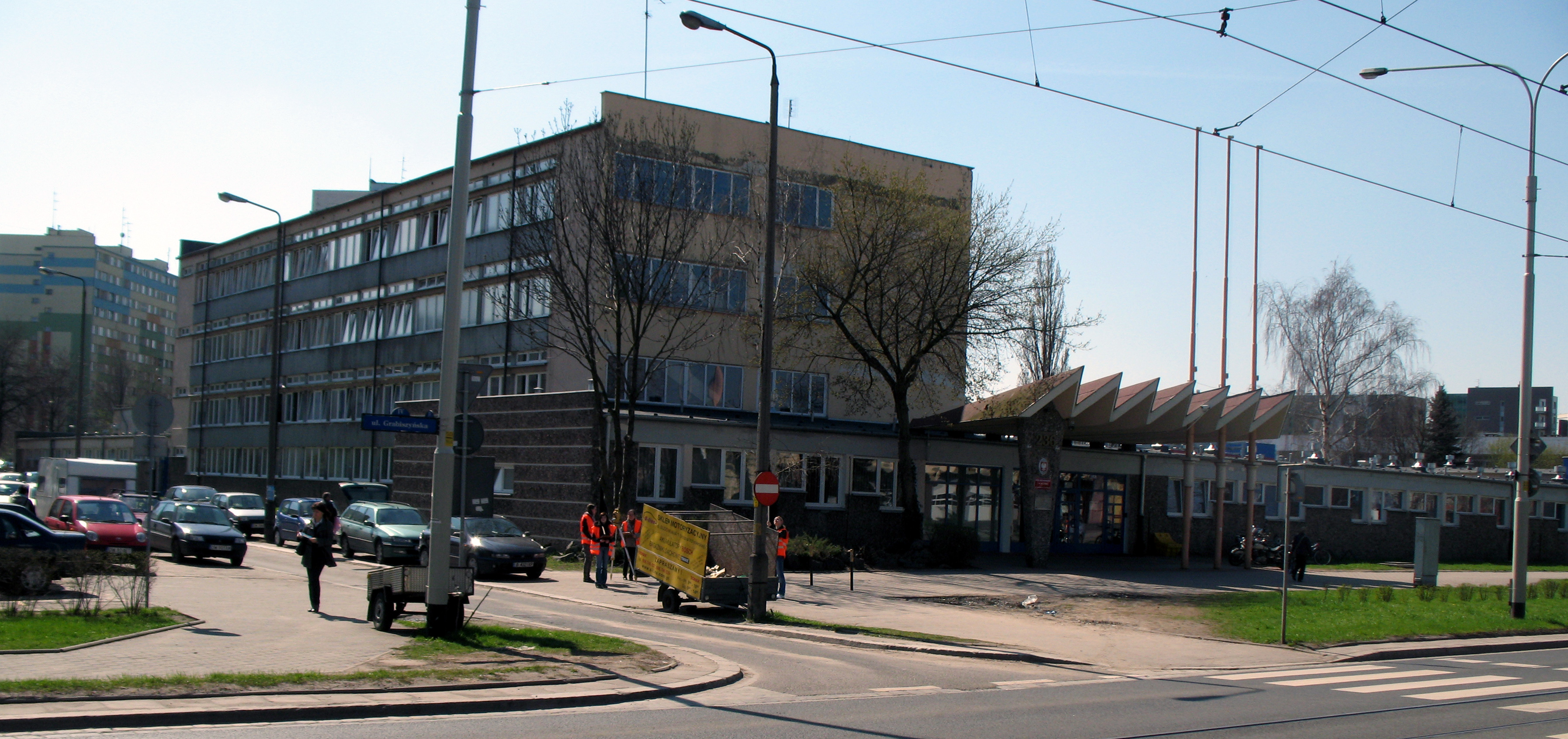
Zespół szkół budowlanych

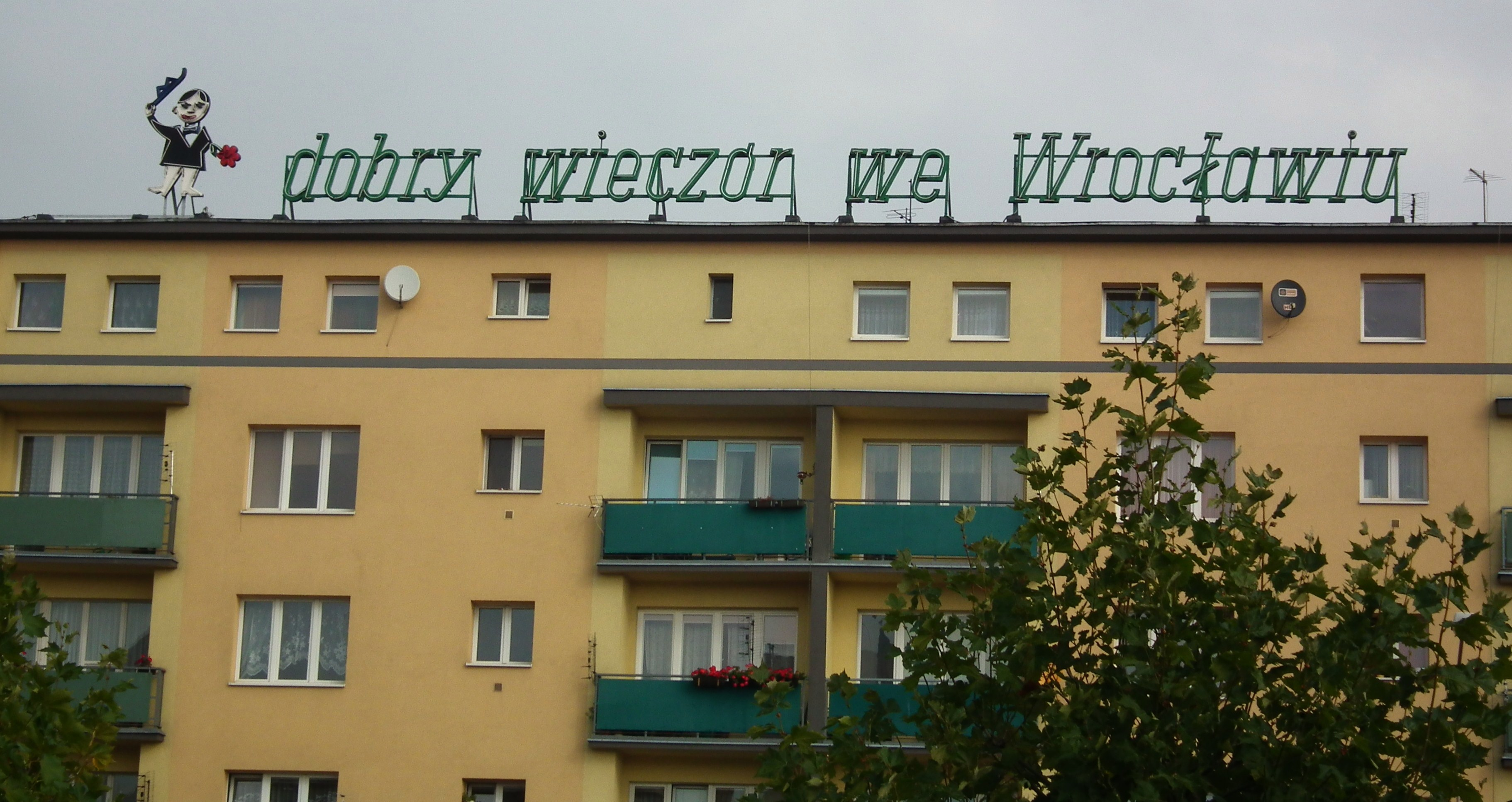
Neon „Dobry Wieczór we Wrocławiu”

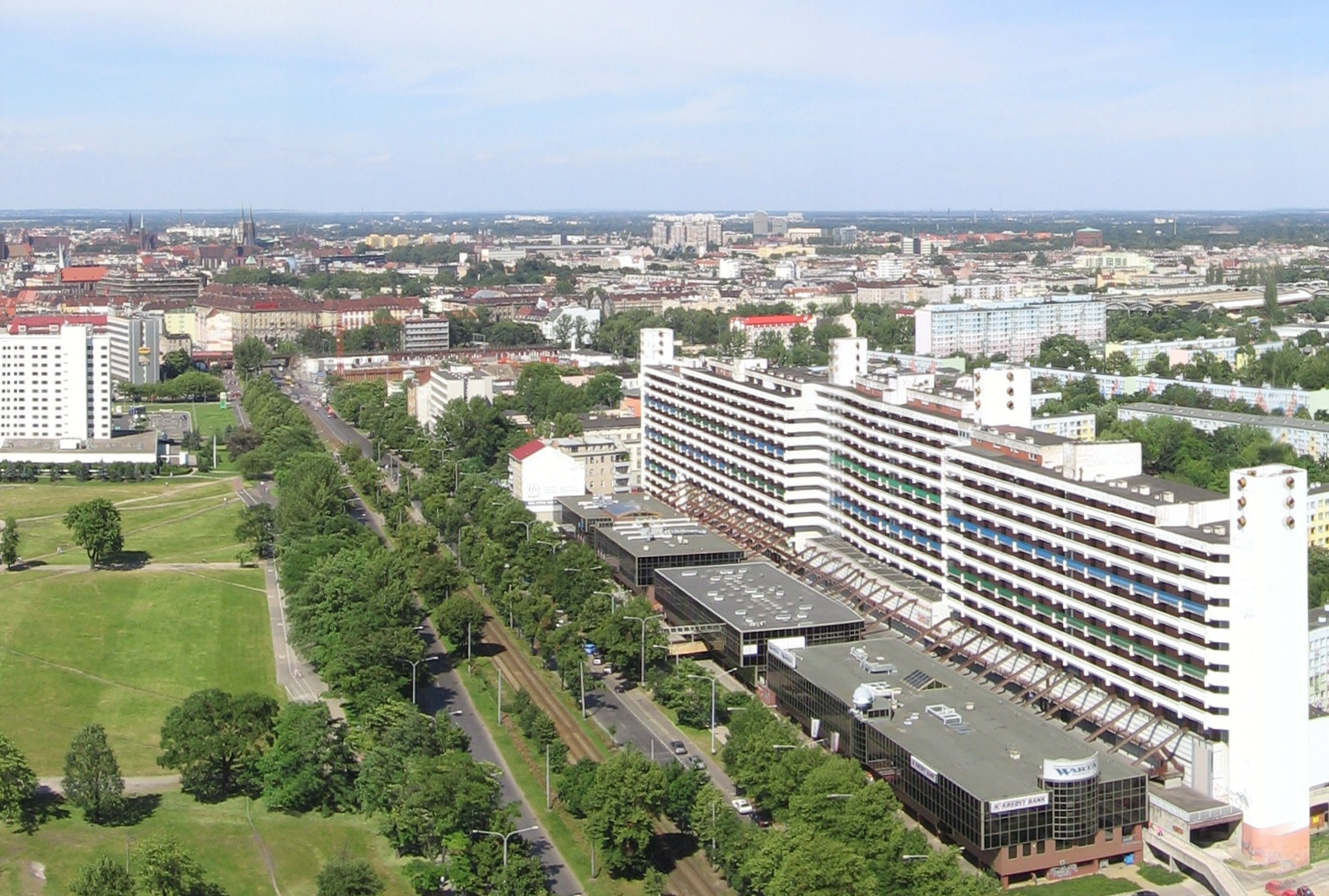
Ul. Powstańców Śląskich 40-64

| Obiekt | Foto | Studium 2010 | Studium 2018 | uwagi na styczeń 2023 |
| --- | ---- | ------------ | ------------ | --------------------- |
| kościół parafialny św. Ducha przy ul. Bardzkiej 2-4 |      | Tak          | Tak          |                       |
| kościół parafialny Matki Bożej Królowej Pokoju przy ul. Ojców Oblatów 1 (przy ul. Wejherowskiej 49)                                                                          |      | Tak          | Tak          |                       |
| kościół parafialny św. Wawrzyńca przy ul. Ottona Bujwida 51 |      | Nie          | Tak          |                       |
| kościół parafialny św. Stanisława Kostki przy ul. Hubskiej |      | Nie          | Tak          |                       |
| kościół parafialny Chrystusa Króla przy ul. Młodych Techników 17 |      | Nie          | Tak          |                       |
| most Pokoju |      | Nie          | Tak          |                       |
| most Rędziński |      | Nie          | Tak          |                       |
| zespół budynków naukowo-dydaktycznych przy ul. Ignacego Łukasiewicza 7–9, obecnie Wydział Mechaniczny Politechniki Wrocławskiej                                              |      | Tak          | Tak          |                       |
| zespół audytorium w zespole budynków naukowo-dydaktycznych przy ul. Zygmunta Janiszewskiego 7–17, obecnie Wydział Elektroniki Politechniki Wrocławskiej                      |      | Tak          | Tak          |                       |
| budynek naukowo-dydaktycznych przy Pl. Grunwaldzkim 11, obecnie Instytut Budownictwa Politechniki Wrocławskiej                                                               |      | Tak          | Tak          |                       |
| budynek naukowo-dydaktycznych przy Pl. Grunwaldzkim 24 i ul. Grunwaldzkiej 53-55, obecnie Wydział Inżynierii Kształtowania Środowiska i Geodezji Uniwersytetu Przyrodniczego |      | Tak          | Tak          |                       |
| zespół budynków Instytutów Matematyki i Chemii Uniwersytetu Wrocławskiego przy Pl. Grunwaldzkim 2/4                                                                          |      | Nie          | Tak          |                       |
| budynek naukowo-dydaktyczny przy ul. Rudolfa Weigla 12, obecnie Instytut Immunologii i Terapii Doświadczalnej PAN                                                            |      | Nie          | Tak          |                       |
| budynek mieszkalno-usługowy przy ul. marsz. Józefa Piłsudskiego 80–86 |      | Tak          | Tak          | gez                   |
| Budynki mieszkalno-usługowe tzw. Plac Młodzieżowy przy ul. Świdnickiej 2, 4, 4A, 6, 6A, 8, 8A, 8B, ul. Szewskiej 78, 79, 80, 81, ul. Oławskiej 1, 3, 5                       |      | Tak          | Tak          |                       |
| budynek mieszkalno-usługowy Dom Naukowca przy Pl. Grunwaldzkim 15–21 |      | Tak          | Tak          |                       |
| galeriowiec mieszkalno-usługowy przy ul. Stalowej 63, ul. Grabiszyńskiej 133, ul. Spiżowej 2                                                                                 |      | Tak          | Tak          | gez                   |
| budynki mieszkalne przy ul. Podwale 45–46 |      | Nie          | Tak          |                       |
| dom jednorodzinny Igloo przy ul. Stanisława Moniuszki 33 |      | Tak          | Tak          |                       |
| domy atrialne przy ul. Akacjowej 13A, 13B |      | Tak          | Tak          |                       |
| dawny hotel pielęgniarek Akademii Medycznej przy ul. Ślężnej 88-96 (Hotel Pielęgniarski przy ul. Ślężnej 88–96)                                                              |      | Tak          | Tak          |                       |
| szkoła przy ul. Łukasza Górnickiego 20, obecnie Szkoła Podstawowa nr 84 |      | Tak          | Tak          |                       |
| szkoła przy ul. Grochowej 36–38, obecnie Szkoła Podstawowa nr 43 (Zespół budynków szkolnych przy ulicy Grochowej 36-38 we Wrocławiu)                                         |      | Nie          | Tak          |                       |
| budynek centrum medycznego oraz rzeźba plenerowa „Łabędzie” przy ul. Legnickiej 40, obecnie Dolnośląskie Centrum Diagnostyki Medycznej DOLMED                                |      | Tak          | Tak          |                       |
| budynek biurowy przy ul. gen. Romualda Traugutta 1–7, obecnie ZREMB |      | Tak          | Tak          |                       |
| budynek usługowy Solpol I przy ul. Świdnickiej 21–23 |      | Nie          | Tak          | rozebrany w 2022 r.   |
| pawilony handlowe przy ul. Grabiszyńskiej 22-34 i 128 |      | Nie          | Tak          |                       |
| dzielnica mieszkaniowa „Plac PKWN” w rejonie pl. Legionów oraz ulic: marsz. Józefa Piłsudskiego, Tęczowej, Prostej, Iwana Pawłowa, Świętej Trójcy                            |      | Tak          | Tak          |                       |
| zespół mieszkaniowy „Gajowice” w rejonie ulic: Grabiszyńskiej, Oporowskiej, Cynowej, Niklowej i pl. Srebrnego                                                                |      | Tak          | Tak          |                       |
| osiedle Przyjaźni przy ul. Krzyckiej |      | Nie          | Tak          |                       |
| osiedle Kuźniki w rejonie ulic: Hermanowskiej, Koszalińskiej, Sarbinowskiej                                                                                                  |      | Nie          | Tak          |                       |
| osiedle WSM „Pod Jaworami” w rejonie ulic: Sudeckiej, Jaworowej, Lipowej i Wiązowej                                                                                          |      | Nie          | Tak          |                       |
| osiedle Popowice w rejonie ulic: Niedźwiedziej, Jeleniej, Rysiej i Legnickiej                                                                                                |      | Nie          | Tak          |                       |
| osiedle domów jednorodzinnych „Budowlani” w rejonie ulic: Agrestowej, Czereśniowej i Wojszyckej                                                                              |      | Nie          | Tak          |                       |
| mozaika w hallu basenu przy ul. Teatralnej 10-12 |      | Tak          | Tak          |                       |
| rzeźba „Jagusia Mobile” przed wejściem do kompleksu przemysłowego przy ul. Grabiszyńskiej 241, obecnie obiekty HUTMEN S.A.                                                   |      | Tak          | Tak          |                       |
| rzeźba „Atom” przy ul. Fryderyka Joliot Curie |      | Nie          | Tak          |                       |
| rzeźba „Przejście” przy skrzyżowaniu ulic Świdnickiej i marsz. Józefa Piłsudskiego                                                                                           |      | Nie          | Tak          |                       |
| pomnik Mikołaja Kopernika przy ul. ks. Piotra Skargi |      | Nie          | Tak          |                       |
| zespół budynków naukowo-dydaktycznych przy pl. Grunwaldzkim 9-13, obecnie Wydział Budownictwa Lądowego i Elektryczny Politechniki Wrocławskiej                               |      | Tak          | Nie          | gez                   |
| zespół pawilonów naukowo-dydaktycznych przy pl. Grunwaldzkim 45-51, obecnie Uniwersytet Przyrodniczy                                                                         |      | Tak          | Nie          | gez                   |
| budynek audytorium w zespole budynków naukowo-dydaktycznych przy ul. Fryderyka Joliot-Curie 14, obecnie Instytut Chemii Uniwersytetu Wrocławskiego                           |      | Tak          | Nie          | r.z.                  |
| budynek mieszkalno-usługowy przy ul. marsz. Józefa Piłsudskiego 94-96 |      | Tak          | Nie          | gez                   |
| galeriowiec mieszkalno-usługowy przy ul. Hugona Kołłątaja 9-12 |      | Tak          | Nie          | r.z.                  |
| domy studenckie „Kredka” i „Ołówek” przy ul. Grunwaldzkiej 69 i pl. Grunwaldzkim 30                                                                                          |      | Tak          | Nie          | gez                   |
| Muzeum Architektury przy ul. Bernardyńskiej 5 |      | Tak          | Nie          | r.z.                  |
| hala fabryczna przy ul. Grabiszyńsiej 241, obecnie obiekty HUTMEN S.A. |      | Tak          | Nie          | gez                   |
| zespół mieszkaniowo-usługowy przy pl. Grunwaldzkim 4-18 |      | Tak          | Nie          | gez                   |
| osiedle mieszkaniowe Wrocławskiej Spółdzielni Mieszkaniowej przy ul. Łukasza Górnickiego 11-37 i ul. Henryka Sienkiewicza 76-92                                              |      | Tak          | Nie          | gez                   |
| Cmentarz Wojsk Radzieckich przy ul. Karkonoskiej i ul. Wyścigowej |      | Tak          | Nie          | gez                   |
| Cmentarz Żołnierzy Polskich w Parku Grabiszyńskim na Oporowie |      | Tak          | Nie          | gez                   |

## Propozycje i postulaty
W niektórych publikacjach, niebędących dokumentami planistycznymi, wymienia się także w różnych momentach czasu i kontekstach także inne obiekty, które według tych opracowań są lub będą, ewentualnie powinny być, dobrem kultury współczesnej. Przykładem jest budynek mieszkalny „Trzonolinowiec” przy ul. Tadeusza Kościuszki 72–74, który został jednak objęty ochroną w ramach gminnej ewidencji zabytków.
Inne obiekty proponowane do uznania za dobro kultury współczesnej przez gremia predysponowane do przeprowadzenia odpowiedniej oceny wartości przez nie reprezentowanych, które znalazły się na liście z 57 pozycjami opracowanej w Stowarzyszeniu Architektów Polskich, a które nie znalazły się na listach dóbr kultury współczesnej, to między innymi:
- szkoła podstawowa nr 71 przy ulicy Podwale 57[146] (ujęta w gminnej ewidencji zabytków[49][144][145])
- szkoła podstawowa nr 82 przy ulicy Blacharskiej 13[147]
- budynek ZETO przy ulicy Ofiar Oświęcimskich 7–13[148] (ujęty w gminnej ewidencji zabytków[49][149][150])
- kino Warszawa przy ulicy marsz. Józefa Piłsudskiego 64A[151]
- dom kultury Budowlanych, później PWST, ulica Braniborska 59[152]
- neony: „Ubezpiecz mieszkanie w PZU” przy placu Tadeusza Kościuszki, „Dobry Wieczór we Wrocławiu” przy ulicy marsz. Józefa Piłsudskiego, „ZOO” przy ulicy Zygmunta Wróblewskiego 1–5[153]
- dzielnica mieszkaniowa „Plac PKWN”, proponowano w szerszym zakresie poprzez ulicę Sądową i ulicę Grabiszyńską do placu Muzealnego[154], ustanowiono ją jako dobro kultury współczesnej ale w zakresie węższym, opisanym w tabeli powyżej[86][87][88][155]
- plac Nowy Targ[156]
- rejon placu Nowy Targ[157]
- zespół mieszkaniowy „Gajowice” razem z zespołem szkół podstawowych nr 43 i liceum nr V[158]
- budynek kliniki okulistycznej (dawna restauracja Oaza), ulica Karola Olszewskiego 58[159]
- budynki mieszkalne przy ulicy Teatralnej 22-26 i Piotra Skargi 7-17[160]
- gimnazjum nr 29 i zespół mieszkaniowy „Plac Polski”, ulica Wincentego Kraińskiego 1, 3–5, ulica św. Ducha 12-14[161]
- dom asystenta Uniwersytetu Wrocławskiego przy wybrzeżu Ludwika Pasteura 18[162] (ujęty w gminnej ewidencji zabytków[49][163][164])
- zespół szkół budowlanych przy ulicy Grabiszyńskiej 236–244[165]
- budynki mieszkalne, tzw. galeriowce przy ulicy Powstańców Śląskich 40–64 (Galeriowiec przy ulicy Powstańców Śląskich 46-64 we Wrocławiu)[166].